# 宿柱梣
宿柱梣（学名：Fraxinus stylosa）为木犀科梣属的植物，是中国的特有植物。分布在中国大陆的甘肃、四川、河南、陕西等地，生长于海拔1,300米至3,200米的地区，常生长在山坡杂木林中，目前尚未由人工引种栽培。

## 别名
宿柱白蜡树、户县白蜡树（秦岭植物志）

## 异名
- Fraxinus fallax Lingelsh.

## 外部連結
- 秦皮 Qinpi（页面存档备份，存于） 中藥材圖像數據庫 (香港浸會大學中醫藥學院)